# Dichroa philippinensis
Dichroa philippinensis är en hortensiaväxtart som beskrevs av Schlechter. Dichroa philippinensis ingår i släktet Dichroa och familjen hortensiaväxter. Inga underarter finns listade i Catalogue of Life.